# Kanton Honfleur
Der Kanton Honfleur war von 1790 bis 2015 ein französischer Wahlkreis im Département Calvados und in der damaligen Region Basse-Normandie. Er umfasste 13 Gemeinden im Arrondissement Lisieux; sein Hauptort (frz.: chef-lieu) war Honfleur. Die landesweiten Änderungen in der Zusammensetzung der Kantone brachten im März 2015 seine Auflösung. Vertreter im Generalrat des Départements war zuletzt von 1994 bis 2015 Michel Lamarre.
Der Kanton Honfleur war 135,68 km2 groß und hatte 17.367 Einwohner (Stand: 2012).

## Gemeinden
| Gemeinde                 | Einwohner (Stand: 2022) | Code postal | Code Insee |
| ------------------------ | ----------------------- | ----------- | ---------- |
| Ablon                    | 1177                    | 14600       | 14001      |
| Barneville-la-Bertran    | 121                     | 14600       | 14041      |
| Cricquebœuf              | 266                     | 14113       | 14202      |
| Équemauville             | 1557                    | 14600       | 14243      |
| Fourneville              | 478                     | 14600       | 14286      |
| Genneville               | 819                     | 14600       | 14299      |
| Gonneville-sur-Honfleur  | 855                     | 14600       | 14304      |
| Honfleur                 | 6751                    | 14600       | 14333      |
| Pennedepie               | 317                     | 14600       | 14492      |
| Quetteville              | 398                     | 14130       | 14528      |
| La Rivière-Saint-Sauveur | 2535                    | 14600       | 14536      |
| Saint-Gatien-des-Bois    | 1313                    | 14130       | 14578      |
| Le Theil-en-Auge         | 197                     | 14130       | 14687      |

## Bevölkerungsentwicklung
| 1962   | 1968   | 1975   | 1982   | 1990   | 1999   | 2006   | 2011   |
| ------ | ------ | ------ | ------ | ------ | ------ | ------ | ------ |
| 14.978 | 15.088 | 15.027 | 15.029 | 15.669 | 15.933 | 16.715 | 17.266 |